# Alitta succinea
Alitta succinea (Leuckart, 1847) è un polichete della famiglia Nereididae.